# Alexandra Popp
Alexandra Popp (Witten, 1991. április 6. –) német női válogatott labdarúgó, aki jelenleg a VfL Wolfsburg játékosa.

## Pályafutása

### Klubcsapatban
Fiatalon az FC Silschede csapatánál kezdte karrierjét junior szinten és 14 éves koráig a női-férfi csapatokban szerepelt. Az 1. FFC Recklinghausen csapatánál folytatta, ahol a felnőtteknél is bemutatkozott. 2008-ban megkereste a francia Olympique Lyonnais, de ő inkább az FCR 2001 Duisburg csapatát választotta. Szeptember 7-én debütált a Herford SV ellen, majd három héttel később megszerezte első góljait az első osztályban a TSV Crailsheim ellen. Első évében megnyerte a klubbal a Női UEFA-kupát és a német kupát. 2009-ben ezüstérmes lett a Fritz Walter-medálon. A 2009–10-es szezonban ismét kupa-győztesek lettek. A következő szezonban kevesebb mérkőzésen kapott lehetőséget sérülések miatt.
A 2012–13-as szezont a VfL Wolfsburgban kezdte meg. 2012. november 14-én a Gütersloh ellen mutatkozott be és a 24. percben megszerezte első gólját. A szezon végén mesterhármast értek el azzal, hogy megnyerték a Bajnokok Ligáját, a Bundesligát és a német kupát. A következő évben ismét bajnokok lettek és a Bajnokok Ligájában is ismét sikerült bajnoknak lenniük. A 2014–15-ös szezonban 14 gólt szerzett, előtte ennél kevesebbet szerzett csak a bajnokságban.

### Válogatottban
2008-ban tagja volt a győztes német női U17-es labdarúgó-válogatottnak az U17-es női labdarúgó-Európa-bajnokság. Ugyanebben az évben az U17-es női labdarúgó-világbajnokságon bronzérmes lett. 2010. február 17-én mutatkozott be a felnőttek között az észak-koreai női labdarúgó-válogatott ellen. A 2010-es Algarve-kupán a finn női labdarúgó-válogatott ellen megszerezte első két gólját. A hazai rendezésű 2010-es U20-as női labdarúgó-világbajnokságon a legjobb játékosnak választották meg, 10 góllal a legeredményesebb játékos is lett, valamint a válogatottal megnyerték a tornát. A hazai rendezésű 2011-es női labdarúgó-világbajnokságon részt vett és tornagyőztesként távozott. November 19-én a kazak női labdarúgó-válogatott ellen 17–0-ra nyertek és Célia Šašić-val 4-4 gólt szereztek, ezzel ő lett 7. német játékos aki nemzetközi meccsen szerzett 4 gólt.
A 2015-ös női labdarúgó-világbajnokságon a bronzmérkőzésen maradtak alul az angol női labdarúgó-válogatott ellen. A 2016-os olimpián minden mérkőzésen pályán volt és aranyérmesként távozott. A döntőben 2–1-re győzték le a svédeket.

## Sikerei, díjai

### Klub
- FCR 2001 Duisburg
  - Női UEFA-kupa.: 2008–09
  - Német kupa: 2008–09, 2009–10
- VfL Wolfsburg
  - UEFA Női Bajnokok Ligája: 2012–13, 2013–14
  - Bundesliga: 2012–13, 2013–14, 2016–17, 2017–18, 2018–19
  - Német kupa: 2012–13, 2014–15, 2015–16, 2016–17, 2017–18, 2018–19

### Válogatott
- Németország U17
  - U17-es női labdarúgó-Európa-bajnokság: 2008
- Németország U20
  - U20-as női labdarúgó-világbajnokság: 2010
- Németország
  - Női labdarúgó-világbajnokság: 2011
  - Algarve-kupa: 2012, 2014
  - Olimpia: 2016

### Egyéni
- Az év játékosa (1): 2016